# الاهجوم (تعز)
الاهجوم هي إحدى قرى الجمهورية اليمنية. وهي تتبع جغرافيًا لمحافظة تعز. وإداريًا لمديرية المواسط. يبلغ تعداد سكانها 2853 نسمة حسب الإحصاء الذي جرى عام 2004.